# 鲁布寺
鲁布寺是位于中国西藏自治区那曲地区巴青县巴青乡的一座苯教寺院。

## 历史
鲁布寺是那曲地区规模最大的苯教寺庙，据传说历史已有千年。2012年时，鲁布寺有147名僧人，数万名信众。